# Wipe Out (chanson)
Pour les articles homonymes, voir Wipe Out.
Wipe Out est une chanson du groupe The Surfaris, écrite par Bob Berryhill, Pat Connolly, Jim Fuller et Rob Wilson, membres du groupe.
La chanson, presque entièrement instrumentale, a été un succès international lorsqu'elle sortie en 45 tours en 1962. La chanson fut reprise par de nombreux groupes de surf music dont les Beach Boys, les Ventures et même par des groupes issus de la vague punk comme les Toy Dolls.
Le terme anglophone Wipe out est utilisé pour désigner la chute involontaire d'un surfeur qui tombe violemment de sa planche.

## Classements
| Classement (1963)              | Meilleure position |
| ------------------------------ | ------------------ |
| Allemagne (Media Control AG)   | 46                 |
| États-Unis (Billboard Hot 100) | 2                  |
| États-Unis (Hot R&B Sides)     | 10                 |
| Royaume-Uni (UK Singles Chart) | 5                  |

| Classement (1966)    | Meilleure position |
| -------------------- | ------------------ |
| Canada (100 Singles) | 5                  |